# Lista de álbuns número um na UK R&B Chart em 2010
Este anexo lista os álbuns que alcançaram a primeira posição na UK R&B Chart, no ano de 2010.
| Data               | Álbum                                 | Artista         |
| ------------------ | ------------------------------------- | --------------- |
| 3 de Janeiro       | The E.N.D.                            | Black Eyed Peas |
| 10 de Janeiro      | The E.N.D.                            | Black Eyed Peas |
| 17 de Janeiro      | The Element of Freedom(1)             | Alicia Keys     |
| 24 de Janeiro      | The Element of Freedom(1)             | Alicia Keys     |
| 31 de Janeiro      | The Element of Freedom(1)             | Alicia Keys     |
| 7 de Fevereiro(2)  | The Element of Freedom(1)             | Alicia Keys     |
| 14 de Fevereiro(2) | The Element of Freedom(1)             | Alicia Keys     |
| 21 de Fevereiro    | The Element of Freedom(1)             | Alicia Keys     |
| 28 de Fevereiro    | The Element of Freedom(1)             | Alicia Keys     |
| 7 de Março         | The Element of Freedom(1)             | Alicia Keys     |
| 14 de Março        | The Element of Freedom(1)             | Alicia Keys     |
| 21 de Março        | The Element of Freedom(1)             | Alicia Keys     |
| 28 de Março        | The Element of Freedom(1)             | Alicia Keys     |
| 4 de Abril         | The Element of Freedom(1)             | Alicia Keys     |
| 11 de Abril        | The Element of Freedom(1)             | Alicia Keys     |
| 18 de Abril(2)     | The Defamation of Strickland Banks(1) | Plan B          |
| 25 de Abril        | The Defamation of Strickland Banks(1) | Plan B          |
| 2 de Maio          | The Defamation of Strickland Banks(1) | Plan B          |
| 9 de Maio          | The Defamation of Strickland Banks(1) | Plan B          |
| 16 de Maio         | The Defamation of Strickland Banks(1) | Plan B          |
| 23 de Maio         | The Defamation of Strickland Banks(1) | Plan B          |
| 30 de Maio         | The Defamation of Strickland Banks(1) | Plan B          |
| 6 de Junho         | The Element of Freedom(1)             | Alicia Keys     |
| 13 de Junho        | The Element of Freedom(1)             | Alicia Keys     |
| 20 de Junho        | The Element of Freedom(1)             | Alicia Keys     |
| 27 de Junho(2)     | Recovery(1)                           | Eminem          |
| 4 de Julho(2)      | Recovery(1)                           | Eminem          |
| 11 de Julho        | Recovery(1)                           | Eminem          |
| 18 de Julho(2)     | Recovery(1)                           | Eminem          |
| 25 de Julho(2)     | Recovery(1)                           | Eminem          |
| 1 de Agosto(2)     | Recovery(1)                           | Eminem          |
| 8 de Agosto        | Recovery(1)                           | Eminem          |
| 15 de Agosto(2)    | Recovery(1)                           | Eminem          |
| 22 de Agosto       | Recovery(1)                           | Eminem          |
| 29 de Agosto(2)    | Recovery(1)                           | Eminem          |
| 5 de Setembro      | Recovery(1)                           | Eminem          |
| 12 de Setembro     | Recovery(1)                           | Eminem          |
| 15 de Setembro     | Recovery(1)                           | Eminem          |
| 26 de Setembro     | Recovery(1)                           | Eminem          |
| 3 de Outubro       | The Defamation Of Strickland Banks    | Plan B          |
| 10 de Outubro      | Disc-Overy                            | Tinie Tempah    |
| 17 de Outubro      | Disc-Overy                            | Tinie Tempah    |
| 24 de Outubro      | Disc-Overy                            | Tinie Tempah    |
| 31 de Outubro      | Disc-Overy                            | Tinie Tempah    |
| 7 de Novembro      | Libra Scale                           | Ne-Yo           |
| 14 de Novembro     | The Lady Killer                       | Cee-Lo Green    |
| 21 de Novembro     | Loud                                  | Rihanna         |
| 28 de Novembro     | Outta This World                      | JLS             |
| 5 de Dezembro      | Outta This World                      | JLS             |
| 12 de Dezembro     | Loud                                  | Rihanna         |
| 19 de Dezembro     | Loud                                  | Rihanna         |
| 26 de Dezembro     | Loud                                  | Rihanna         |

Notas
- (1) O álbum também alcançou a primeira posição na UK Albums Chart.
- (2) O álbum ficou na primeira posição simultaneamente no UK Albums Chart.